# Pribiš
Pribiš je obec na Slovensku, v okrese Dolný Kubín v Žilinském kraji, na Oravě. Žije v něm 468 obyvatel.

## Historie
První písemná zmínka o vesnici pochází z roku 1592.

## Geografie
Obec leží v nadmořské výšce 643 metrů a její katastrální území má výměru 8,403 km².